# Tournoi des Six Nations féminin 2007
Cet article traite de l'épreuve féminine. Pour la compétition masculine, voir Tournoi des Six Nations masculin 2007.
Pour un article plus général, voir Tournoi des Six Nations féminin.
Navigation
Tournoi féminin 2006 Tournoi féminin 2008
Le Tournoi des Six Nations féminin 2007 est une compétition de rugby à XV féminin qui se déroule du 3 février au 18 mars 2007.
L'équipe d'Angleterre réussit le Grand Chelem pour la deuxième fois de suite.
La compétition se déroule comme chaque année avec cinq journées disputées en février et mars. Chacune des six nations participantes affronte toutes les autres, soit un total de quinze matchs disputés. Trois équipes ont l'avantage de jouer à domicile, mais cet avantage change à chaque édition. Si une équipe gagne ses cinq matchs, elle remporte le Grand Chelem en plus du titre de champion d'Europe.
L'équipe d'Espagne est écartée du tournoi au profit de l'équipe d'Italie par le comité organisateur.

## Le classement
| Nation         | J | V | N | D | PP  | PC  | Pts |
| -------------- | - | - | - | - | --- | --- | --- |
| Angleterre     | 5 | 5 | 0 | 0 | 183 | 12  | 10  |
| France         | 5 | 4 | 0 | 1 | 95  | 75  | 8   |
| Pays de Galles | 5 | 3 | 0 | 2 | 44  | 55  | 6   |
| Irlande        | 5 | 2 | 0 | 3 | 50  | 73  | 4   |
| Écosse         | 5 | 1 | 0 | 4 | 42  | 112 | 2   |
| Italie         | 5 | 0 | 0 | 5 | 35  | 127 | 0   |

Légende : Pts = Points au classement, J = Matchs joués, V = Matchs gagnés (2 points), N = Matchs nuls (1 point chacun), P = Matchs perdus (0 point), PP = Points pour (total des points marqués en match), PC = Points contre (total des points marqués par les adversaires), Diff = différence entre PP et PC
Contrairement à bien d'autres compétitions de rugby à XV, le Tournoi des Six Nations n'a pas adopté à l'époque de système de points de bonus. Les équipes reçoivent deux points pour une victoire, un pour un match nul, rien pour une défaite.

## Les matches
Première journée
| 3 février, Taffs Well RFC (Cardiff) :      | Pays de Galles | 10 - 5  | Irlande |
| 3 février, Old Albanians RFC (St Albans) : | Angleterre     | 60 - 0  | Écosse  |
| 4 février, Biella :                        | Italie         | 17 - 37 | France  |

Deuxième journée
| 10 février à Twickenham :             | Angleterre | 23 - 0  | Italie         |
| 10 février au Dunbar RFC :            | Écosse     | 0 - 10  | Pays de Galles |
| 11 février à St Mary's RFC (Dublin) : | Irlande    | 10 - 13 | France         |

Troisième journée
| 24 février à Boroughmuir RFC (Edinburgh) :        | Écosse  | 26 - 6 | Italie         |
| 24 février au stade Guy Moquet à Drancy (Paris) : | France  | 15 - 0 | Pays de Galles |
| 25 février à Thomond Park (Limerick) :            | Irlande | 0 - 32 | Angleterre     |

Quatrième journée
| 10 mars au Boroughmuir RFC (Edinburgh) :    | Écosse     | 6 - 18  | Irlande        |
| 11 mars au Stadio Tre Fontane (Rome) :      | Italie     | 0 - 24  | Pays de Galles |
| 11 mars à l'Old Albanians RFC (St Albans) : | Angleterre | 38 - 12 | France         |

Cinquième journée
| 17 mars au Stadio Tre Fontane (Rome) :      | Italie         | 12 - 17 | Irlande    |
| 17 mars au Taffs Well RFC (Cardiff) :       | Pays de Galles | 0 - 30  | Angleterre |
| 18 mars au Stade du Bout des Clos (Paris) : | France         | 18 - 10 | Écosse     |

## Détail

### Composition des équipes

#### Angleterre
L'équipe d'Angleterre défend son titre avec 47 joueuses :
- Claire Allan
- Margaret Alphonsi
- Karen Andrew
- Susie Appleby
- Charlotte Barras
- Sarah Beale
- Natalie Binstead
- Rachel Burford
- Leah Carey
- Rochelle Clark
- Emily Cooke
- Emma Croker
- Rosemarie Crowley
- Pippa Crews
- Sam Dale
- Hannah Dawson
- Sue Day
- Emma Dresser
- Becky Essex
- Amy Garnett
- Vanessa Gray
- Sonia Green
- Sophie Hemming
- Sarah Hunter
- Emma Layland
- Jane Leonard
- Vicky Massarella
- Jo McGilchrist
- Katy McLean
- Katherine Merchant
- Kimberley Oliver
- Amber Penrith
- Fiona Pocock
- Ollie Poore
- Shelley Rae
- Georgina Roberts
- Georgina Rozario
- Harriet Slynn
- Catherine Spencer
- Michaela Staniford
- Georgia Stevens
- Katy Storie
- Tamara Taylor
- Olivia Thomas
- Amy Turner
- Danielle Waterman
- Joanne Watmore

#### France
L'équipe de France fait participer 37 joueuses :
- Sandrine Agricole
- Céline Allainmat
- Clémence Audebert
- Aïda Ba
- Céline Barthelemy
- Dalila Boukerma
- Maud Camatta
- Claire Canal
- Séverine Collombat
- Émilie Courtois
- Aurélie Cousseau
- Corinne Devroute
- Mélanie Gauffinet
- Alexandra Gayda
- Fanny Gelis
- Marie-Charlotte Hebel
- Fanny Horta
- Danièle Irazu
- Mélissa Lamour
- Christelle Le Duff
- Myriam Loyer
- Guenaëlle Mahé
- Rosa Marcé
- Gabrielle Mutis
- Audrey Noguera
- Clémence Ollivier
- Émilie Perrodo
- Nathalie Pivet
- Delphine Plantet
- Stéphanie Provost
- Julie Pujol
- Sandra Rabier
- Laëtitia Salles
- Estelle Sartini
- Marion Talayrach
- Jennifer Troncy
- Élodie Vivat

#### Irlande
L'équipe d'Irlande regroupe 36 joueuses :
- Marie Barrett
- Louise Beamish
- Belton Sarahjane
- Gillian Bourke
- Rachel Boyd
- Orla Brennan
- Lynne Cantwell
- Debbie Clarke
- Fiona Coghlant
- Grace Davitt
- Sinead Delany
- Julie Doyle
- Chris Fanning
- Jeannette Feighery
- Nicole Fitzgerald
- Amanda Greensmith
- Laura Guest
- Germaine Healy
- Shannon Houston
- Mairead Kelly
- Jessika Limbert
- Jean Lonergan
- Caroline Mahon
- Kerry Maxwell
- Louise McKeever
- Caitriona Nic Caba
- Yvonne Nolan
- Deirdre O'Brien
- Paula O'Connor
- Kate O'Loughlin
- Eimear O'Sullivan
- Jo O'Sullivan
- Janet Reid
- Tania Rosser
- Sinead Ryan
- Deirdre Scannell

#### Italie
L'équipe d'Italie se compose de 33 joueuses :
- Paola Agostinelli
- Valentina Avella
- Giovanna Bado
- Sara Barattin
- Nadia Brennon
- Veronica Ceradini
- Celeste Cristofanello
- Elisa Cucchiella
- Elisa Facchini
- Manuela Furlan
- Silvia Gaudino
- Daniela Gini
- Irene Innocente
- Anna Mariani
- Mariachiara Nespoli
- Gimena Panichelli
- Silvia Peron
- Sara Pettinelli
- Regina Pintus
- Silvia Pizzati
- Cecilia Ridolfi
- Sara Sala
- Maria Sanfilippo
- Valentina Schiavon
- Veronica Schiavon
- Flavia Severin
- Licia Stefan (it)
- Angela Tagliaferri
- Michela Tondinelli
- Sara Trilli
- Natalie Wagstaff
- Paola Zangirolami
- Sara Zanon

#### Écosse
L'équipe d'Écosse réunit 42 joueuses :
- Katie Barker
- Ellen Beattie
- Hazel Belinski
- Victoria Blakebrough
- Lana Blyth
- Susie Brown
- Sonia Cull
- Louise Dalgleish
- Beth Dickens
- Cara D'Silva
- Ronnie Fitzpatrick
- Lousie Forsyth
- Louise Fraser
- Steph Garnett
- Sarah Gill
- Katy Green
- Tanya Griffith
- Lynsey Harley
- Donna Kennedy
- Erin Kerr
- Hayley Legg
- Heather Lockhart
- Alison Macdonald
- Jilly McCord
- Donna McGrellis
- Lucy Millard
- Louise Moffat
- Emily Murphy
- Suzi Newton
- Rachel Nicolson
- Anna Panayotopoulos
- Rachel Pearson
- Alex Pratt
- Charlie Radcliffe
- Lynne Reid
- Amy Rennie
- Gail Russell
- Valerie Sanaghan
- Ruth Slaven
- Laura Steven
- Sarah-Louise Walker
- Lindsay Wheeler

#### Pays de Galles
Enfin, 25 joueuses portent les couleurs du pays de Galles :
- Hayley Baxter
- Mellissa Berry
- Rhian Bowden
- Amy Broadstock
- Liza Burgess
- Becky Davies
- Jennifer Davies
- Claire Donovan
- Elen Evans
- Nicola Evans
- Non Evans
- Clare Flowers
- Gemma Hallett
- Louise Horgan
- Jamie Kift
- Catrina Nicholas
- Rachel Poolman
- Louise Rickard
- Hannah Roberts
- Stacey Saunders
- Naomi Thomas
- Hannah Torangi
- Philippa Tuttiett
- Rhian Williams
- Kylie Wilson

### Journées
Fiches des matches pour les cinq journées :

#### Première journée
| Équipes        | Pays de Galles – Irlande                                        |
| Score          | 10 - 500(mt 10-0)                                               |
| Arbitre        | Greg Garner                                                     |
| Lieu           | Cardiff                                                         |
| Date           | Samedi 3 février 2007, 14:30 UTC                                |
| Pays de Galles | essai : Thomas 6e transformation : Thomas pénalité : Thomas 20e |
| Irlande        | essai : Davitt 72e                                              |

| Équipes    | Angleterre – Écosse                                                                                                |
| Score      | 60 - 000(mt 24-0)                                                                                                  |
| Arbitre    | Ger English |
| Lieu       | St Albans |
| Date       | Samedi 3 février 2007, 14:30 UTC                                                                                   |
| Angleterre | 10 essais : Day (2), Allan, Waterman, Barras (3), Andrew, Spencer, Alphonsi 5 transformations : Andrew (4), McLean |
| Écosse     | 00 – |

Composition de l'équipe d'Angleterre :
1 Sophie Hemming, 2 Amy Garnett, 3 Katy Storie, 4 Tamara Taylor, 5 Jo McGilchrist, 6 Georgia Stevens, 7 Maggie Alphonsi, 8 Catherine Spencer, 9 Susie Appleby, 10 Karen Andrew, 11 Sue Day , 12 Rachel Burford, 13 Claire Allan, 14 Danielle Waterman, 15 Charlotte Barras.
Remplaçantes : 16 Emma Croker, 17 Vanessa Gray, 18 Sarah Beale, 19 Sarah Hunter, 20 Katy McLean, 21 Michaela Staniford, 22 Amber Penrith.
Composition de l'équipe d'Écosse :
1 Lynne Reid, 2 Gail Russell, 3 Gillian McCord, 4 Lindsay Wheeler, 5 Louise Moffat, 6 Heather Lockhart, 7 Susie Brown, 8 Donna Kennedy , 9 Louise Dalgliesh, 10 Erin Kerr, 11 Tanya Griffith, 12 Susi Newton, 13 Donna McGrellis, 14 Cara D’Silva, 15 Lucy Millard.
Remplaçantes : 16 Beth Dickens, 17 Sonia Cull, 18 Rachael Nicolson, 19 Anna Panayotopoulos, 20 Sarah-Louise Walker, 21 Hazel Bielinski, 22 Lana Blyth.
| Équipes | Italie – France |
| Score   | 17 - 3700(mt 3-20) |
| Arbitre | Matthew Aplin |
| Lieu    | Stade La Marmora-Pozzo, Biella                                                                                              |
| Date    | Dimanche 4 février 2007, 14:30 UTC+1                                                                                        |
| Italie  | 2 essais : Stefan, de pénalité 2 transformations : Ve. Schiavon pénalité : Ve. Schiavon                                     |
| France  | 5 essais : Le Duff, Plantet, Rabier, Noguera, Horta 3 transformations : Le Duff (2), Sartini 2 pénalités : Le Duff, Sartini |

Composition de l'équipe d'Italie :
1 Elisa Cucchiella, 2 Licia Stefan (it), 3 Maria Sanfilippo, 4 Flavia Severin, 5 Paola Agostinelli, 6 Daniela Gini, 7 Cleste Cristofanello, 8 Silvia Gaudino, 9 Valentina Schiavon, 10 Veronica Schiavon, 11 Sara Trilli, 12 Giovanna Bado, 13 Paola Zangirolami, 14 Silvia Pizzati, 15 Michela Tondinelli.
Remplaçantes : 16 Nadia Brannon, 17 Sara Zanon, 18 Sara Pettinelli, 19 Gimena Panichelli, 20 Sara Barattin, 21 Elisa Facchini, 22 Sara Sala.
Composition de l'équipe de France :
1 Danièle Irazu, 2 Laëtitia Salles, 3 Fanny Gelis, 4 Corinne Devroute, 5 Mélanie Gauffinet, 6 Maud Camatta, 7 Myriam Loyez, 8 Delphine Plantet, 9 Julie Pujol, 10 Estelle Sartini, 11 Fanny Horta, 12 Christelle Le Duff, 13 Dalila Boukerma, 14 Alexandra Gayda, 15 Céline Allainmat.
Remplaçantes : 16 Marion Talayrach, 17 Gabrielle Mutis, 18 Sandra Rabier, 19 Aïda Ba, 20 Séverine Collombat, 21  Jennifer Troncy, 22 Audrey Noguera.

#### Deuxième journée
| Équipes        | Écosse – Pays de Galles           |
| Score          | 0 - 1000(mt 0-5)                  |
| Arbitre        | Giulio De Santis                  |
| Lieu           | Dunbar                            |
| Date           | Samedi 10 février 2007, 13:00 UTC |
| Écosse         | 00 –                              |
| Pays de Galles | 2 essais : Thomas                 |

| Équipes | Irlande – France                                 |
| Score   | 10 - 1300(mt 5-3)                                |
| Arbitre |                                                  |
| Lieu    | Templeville Road, Dublin                         |
| Date    | 10 février 2007, 14:30 UTC                       |
| Irlande | 2 essais : Feighery, Coghlan                     |
| France  | 2 essais : Le Duff, Gauffinet pénalité : Le Duff |

Composition de l'équipe d'Irlande :
1 Fiona Coghlan (en), 2 Jessika Limbert, 3 Marie Barrett, 4 Caroline Mahon, 5 Germaine Healy, 6 Eimear O'Sullivan, 7 Sinead Ryan, 8 Orla Brennan, 9 Tania Rosser, 10 Jo O'Sullivan, 11 Grace Davitt, 12 Shannon Houston, 13 Lynne Cantwell, 14 Jeannette Feighery, 15 Sarah Jane Belton.
Remplaçantes : 16 Yvonne Nolan, 17 Laura Guest, 18 Debbie Clarke, 19 Rachel Boyd, 20 Louise Beamish, 21 Mairead Kelly, 22 Amanda Greensmith.
Composition de l'équipe de France :
1 Danièle Irazu, 2 Audrey Noguera, 3 Fanny Gelis, 4 Corinne Devroute, 5 Sandra Rabier, 6 Maud Camatta, 7 Delphine Plantet, 8 Myriam Loyez, 9 Julie Pujol, 10 Estelle Sartini, 11 Fanny Horta, 12 Dalila Boukerma, 13 Christelle Le Duff, 14 Marion Talayrach, 15 Céline Allainmat.
Remplaçantes : 16 Gabrielle Mutis, 17 Mélanie Gauffinet, 18 Aïda Ba, 19 Jennifer Troncy, 20 Séverine Collombat, 21 Alexandra Gayda, 22 Clémence Ollivier.
| Équipes    | Angleterre – Italie                                                               |
| Score      | 23 - 000(mt 13-0)                                                                 |
| Arbitre    | Nicky Inwood                                                                      |
| Lieu       | Twickenham                                                                        |
| Date       | Samedi 10 février 2007, 16:15 UTC                                                 |
| Angleterre | 3 essais : Day, Barras, Waterman 1/3 transformation : Andrew 2 pénalités : Andrew |
| Italie     | 00–                                                                               |

Composition de l'équipe d'Angleterre :
1 Sophie Hemming, 2 Amy Garnett, 3 Katy Storie, 4 Tamara Taylor, 5 Jo McGilchrist, 6 Georgia Stevens, 7 Margaret Alphonsi, 8 Catherine Spencer, 9 Susie Appleby, 10 Karen Andrew (o), 11 Danielle Waterman, 12 Rachel Burford, 13 Claire Allan, 14 Sue Day, 15 Charlotte Barras.
Remplaçantes : 16 Emma Croker, 17 Vanessa Gray, 18 Sarah Beale, 19 Sarah Hunter, 20 Katy McLean, 21 Michaela Staniford, 22 Amber Penrith.
Composition de l'équipe d'Italie :
1 Elisa Cucchiella, 2 Licia Stefan (it), 3 Maria Sanfilippo, 4 Flavia Severin, 5 Sara Pettinelli, 6 Giovanna Bado, 7 Celeste Cristofanello, 8 Silvia Gaudino, 9 Valentina Schiavon, 10 Veronica Schiavon, 11 Sara Trilli, 12 Paola Zangirolami , 13 Silvia Pizzati, 14 Elisa Facchini, 15 Michela Tondinelli.
Remplaçantes : 16 Nadia Brannon, 17 Sara Zanon, 18 Daniela Gini, 19 Gimena Panichelli, 20 Sara Sala, 21 Paola Agostinelli , 22 Sara Barattin.

#### Troisième journée
| Équipes | Écosse – Italie                                                                      |
| Score   | 26 - 600(mt 12-6)                                                                    |
| Arbitre | Mark Wilson                                                                          |
| Lieu    | Meggetland, Édimbourg                                                                |
| Date    | Samedi 24 février 2007                                                               |
| Écosse  | 4 essais : Millard 20e, 48e ; Kerr 27e, 55e 3 transformations : Harley 20e, 48e, 55e |
| Italie  | 2 pénalités : Tondinelli 9e, 37e                                                     |

Composition de l'équipe d'Écosse :
15 Lynsey Harley, 14 Cara D'Silva, 13 Lucy Millard, 12 Erin Kerr, 11 Veronica Fitzpatrick, 10 Suzi Newton, 9 Louise Dalgliesh, 8 Donna Kennedy , 7 Susie Brown, 6 Lynne Reid, 5 Lana Blyth, 4 Jilly McCord, 3 Beth Dickens, 2 Gail Russell, 1 Heather Lockhart.
Remplaçantes : 16 Sarah-Louise Walker, 17 Louise Moffat, 18 Lindsey Wheeler, 19 Sonia Cull, 20 Rachael Nicolson, 21 Victoria Blakeborough, 22 Tanya Griffith.
Composition de l'équipe d'Italie :
15 Sara Barattin, 14 Elisa Facchini, 13 Silvia Pizzati, 12 Paola Zangirolami, 11 Sara Trilli, 10 Michela Tondinelli, 9 Valentina Schiavon, 8 Silvia Gaudino, 7 Celeste Cristofanello, 6 Giovanna Bado, 5 Paola Agostinelli, 4 Flavia Severin, 3 Maria Cristina Sanfilippo, 2 Licia Stefan (it) , 1 Elisa Cucchiella.
Remplaçantes : 16 Nadia Brannon, 17 Sara Zanon, 18 Gimena Panichelli, 19 Sara Pettinelli, 20 Cecilia Ridolfi, 21 Daniela Gini, 22 Sara Sala.
| Équipes        | France – Pays de Galles                                             |
| Score          | 15 - 000(mt 5-0)                                                    |
| Arbitre        | Greg Garner                                                         |
| Lieu           | Stade Guy Moquet, Drancy                                            |
| Date           | Samedi 24 février 2007                                              |
| France         | 2 essais : Boukerma 1/2 transformation : Sartini pénalité : Sartini |
| Pays de Galles | 00–                                                                 |

Photos du match : sur le site de la FFR
Composition de l'équipe de France : 
15 Céline Allainmat, 14 Alexandra Gayda, 13 Christelle Le Duff, 12 Dalila Boukerma, 11 Fanny Horta, 10 Estelle Sartini , 9 Julie Pujol, 8 Claire Canal, 7 Delphine Plantet, 6 Maud Camatta, 5 Sandra Rabier, 4 Corinne Devroute, 3 Fanny Gelis, 2 Laëtitia Salles, 1 Danièle Irazu.
Remplaçantes : 16 Audrey Noguera, 17 Gabrielle Mutis, 18 Mélanie Gauffinet, 19 Myriam Loyez, 20 Jennifer Troncy, 21 Séverine Collombat, 22 Marion Talayrach.
Composition de l'équipe du pays de Galles :
15 Elen Evans, 14 Rhian Williams, 13 Rachel Poolman, 12 Clare Flowers, 11 Louise Rickard, 10 Naomi Thomas, 9 Mellissa Berry , 8 Kylie Wilson, 7 Jamie Kift, 6 Catrina Nicholas, 5 Liza Burgess, 4 Claire Donovan, 3 Jenny Davies, 2 Amy Broadstock, 1 Louise Horgan.
Remplaçantes : 16 Rhian Bowden, 17 Caryl Thomas, 18 Gemma Hallett, 19 Nicola Evans, 20 Becky Davies, 21 Non Evans, 22 Hayley Baxter. 
| Équipes         | Irlande – Angleterre                                                                               |
| Score           | 0 - 3200(mt 0-15)                                                                                  |
| Arbitre         | Huw David                                                                                          |
| Juges de touche | Jude Quinn , Leo Mayne                                                                             |
| Lieu            | Thomond Park, Limerick                                                                             |
| Date            | Dimanche 25 février 2007                                                                           |
| Irlande         | 00–                                                                                                |
| Angleterre      | 4 essais : Day, Stevens, Turner, Alphonsi, Waterman 2/4 transformations : McLean pénalité : McLean |

Composition de l'équipe d'Irlande :
1 Fiona Coghlan, 2 Jess Limbert, 3 Marie Barrett, 4 Caroline Mahon, 5 Germaine Healy, 6 Eimear O’Sullivan, 7 Sinead Ryan, 8 Orla Brennan, 9 Louise Beamish, 10 Jo O’Sullivan, 11 Grace Davitt, 12 Shannon Houston, 13 Lynne Cantwell, 14 Jeannette Feighery, 15 Sarah Jane Belton . 
Remplaçantes : 16 Yvonne Nolan, 17 Laura Guest, 18 Debbie Clarke, 19 Rachel Boyd, 20 Mairead Kelly, 21 Amanda Greensmith, 22 Nicole Fitzgerald.
Composition de l'équipe d'Angleterre :
1 Vanessa Gray, 2 Amy Garnett, 3 Katy Storie, 4 Tamara Taylor, 5 Jo McGilchrist, 6 Georgia Stevens, 7 Maggie Alphonsi, 8 Catherine Spencer, 9 Amy Turner, 10 Katy McLean, 11 Danielle Waterman, 12 Rachael Burford, 13 Claire Allan, 14 Sue Day , 15 Charlotte Barras.
Remplaçantes : 16 Emma Croker, 17 Sophie Hemming, 18 Sarah Beale, 19 Sarah Hunter, 20 Karen Andrew, 21 Michaela Staniford, 22 Amber Penrith.

#### Quatrième journée
| Équipes | Écosse — Irlande                                                         |
| Score   | 6 - 1800(mt 6-8)                                                         |
| Arbitre |                                                                          |
| Lieu    | Meggetland, Édimbourg                                                    |
| Date    | Samedi 10 mars 2007, 11:00 UTC                                           |
| Écosse  | 2 pénalités : Harley                                                     |
| Irlande | 3 essais : Belton, Feighery, Cantwell 1/3 transformation : J. O’Sullivan |

Composition de l'équipe d'Écosse :
15 Lynsey Harley, 14 Cara D'Silva, 13 Lucy Millard, 12 Erin Kerr, 11 Ronnie Fitzpatrick, 10 Suzi Newton, 9 Louise Dalgliesh, 8 Donna Kennedy , 7 Susie Brown, 6 Lynne Reid, 5 Lana Blyth, 4 Jilly McCord, 3 Beth Dickens, 2 Gail Russell, 1 Heather Lockhart.
Remplaçantes : 16 Sarah Louise Walker, 17 Louise Moffatt, 18 Lindsay Wheeler, 19 Rachel Nicholson, 20 Tanya Griffith, 21 Hazel Bielinski, 22 Louise Fraser.
Composition de l'équipe d'Irlande :
15 Sarah Jane Belton, 14 Jeannette Feighery, 13 Lynne Cantwell, 12 Shannon Houston, 11 Grace Davitt, 10 Jo O'Sullivan, 9 Louise Beamish, 8 Orla Brennan, 7 Sinead Ryan, 6 Sinead Ryan, 5 Germaine Healy, 4 Caroline Mahon, 3 Marie Barrett, 2 Jess Limbert, 1 Fiona Coghla.
Remplaçantes : 16 Yvonne Nolan, 17 Laura Guest, 18 Debbie Clarke, 19 Rachel Boyd, 20 Nicole Fitzgerald, 21 Mairead Kelly, 22 Amanda Greensmith.
| Équipes        | Italie - Pays de Galles                                                                         |
| Score          | 0 - 2400(mt 0-7)                                                                                |
| Arbitre        |                                                                                                 |
| Lieu           | Stadio Tre Fontane, Rome                                                                        |
| Date           | Dimanche 11 mars 2007, 11:30 UTC+1                                                              |
| Italie         | 00–                                                                                             |
| Pays de Galles | 4 essais : Thomas 12e ; Non Evans 50e, 65e ; Berry 80e 2/4 transformations : Non Evans 12e, 50e |

Composition de l'équipe du pays de Galles :
Elen Evans, Non Evans, Naomi Thomas, Clare Flowers, Louise Rickard, Rachel Poolman, Mellissa Berry , Amy Broadstock, Jennifer Davies, Louise Horgan, Gemma Hallett, Claire Donovan, Catrina Nicholas, Jamie Kift, Kylie Wilson.
Remplaçantes : Hannah Torangi, Nicola Evans, Rhian Williams, Hannah Szigetvari.
| Équipes    | Angleterre - France                                                        |
| Score      | 38 - 1200(mt 31-0)                                                         |
| Arbitre    | Eanna O'Dowd                                                               |
| Lieu       | Old Albanians, St Albans                                                   |
| Date       | 11 mars 2007, 13:45 UTC                                                    |
| Angleterre | 6 essais : Waterman (3), Barras (2), Alphonsi 4/6 transformations : Andrew |
| France     | 2 essais : Plantet, Le Duff 1/2 transformation : Boukerma                  |

Composition de l'équipe d'Angleterre :
1 Rochelle Clark, 2 Amy Garnett, 3 Katy Storie, 4 Tamara Taylor, 5 Jo McGilchrist, 6 Georgia Stevens, 7 Maggie Alphonsi, 8 Catherine Spencer, 9 Amy Turner, 10 Karen Andrew, 11 Sue Day, 12 Rachael Burford, 13 Claire Allan, 14 Danielle Waterman, 15 Charlotte Barras.
Remplaçantes : 16 Emma Croker, 17 Vanessa Gray, 18 Sarah Beale, 19 Sarah Hunter, 20 Katy McLean, 21 Michaela Staniford, 22 Amber Penrith.
Composition de l'équipe de France :
1 Gabrielle Mutis, 2 Laetitia Salles, 3 Fanny Gelis, 4 Corinne Devroute, 5 Sandra Rabier, 6 Maud Camatta, 7 Claire Canal, 8 Delphine Plantet, 9 Julie Pujol, 10 Estelle Sartini, 11 Fanny  Horta, 12 Dalila Boukerma, 13 Christelle Le Duff, 14 Alexandra Gayda, 15 Céline Allainmat. 
Remplaçantes : 16 Audrey Noguera, 17 Danièle Irazu, 18 Mélanie Gauffinet, 19 Myriam Loyez, 20 Jennifer Troncy, 21 Séverine Collombat, 22 Marion Talayrach.

#### Cinquième journée
| Équipes | Italie — Irlande                                                                        |
| Score   | 12 - 1700(mt 6-7)                                                                       |
| Arbitre | Christine Bigaran                                                                       |
| Lieu    | Stadio Tre Fontane, Rome                                                                |
| Date    | Samedi 17 mars 2007, 11:30 UTC+1                                                        |
| Italie  | 4 pénalités : Ve. Schiavon 2e, 23e, 53e, 69e                                            |
| Irlande | 3 essais : J. O’Sullivan 20e, Feighery 45e, Davitt 64e 1/3 transformation : Houston 20e |

Composition de l'équipe d'Italie :
Michela Tondinelli, Sara Trilli, Silvia Pizzati, Paola Zangirolami, Sara Barattin, Veronica Schiavon, Valentina Schiavon, Silvia Gaudino, Giovanna Bado, Gimena Panichelli, Daniela Gini, Flavia Severin, Maria Cristina Sanfilippo, Nadia Brannon, Elisa Cucchiella.
Remplaçantes : Sara Zanon, Veronica Ceradini, Celeste Cristofanello, Sara Pettinelli, Elisa Facchini, Sara Sala.
Composition de l'équipe d'Irlande :
Sarah Jane Belton, Jeannette Feighery, Lynne Cantwell, Shannon Houston, Grace Davitt, Jo O'Sullivan, Louise Beamish, Orla Brennan, Sinead Ryan, Eimear O'Sullivan, Germaine Healy, Caroline Mahon, Marie Barrett, Jess Limbert, Fiona Coghlan.
Remplaçantes : Yvonne Nolan, Laura Guest, Debbie Clarke, Rachel Boyd, Nicole Fitzgerald, Mairead Kelly, Amanda Greensmith. 
| Équipes         | Pays de Galles - Angleterre                                                              |
| Score           | 0 - 3000(mt 0-13)                                                                        |
| Arbitre         | Nicky Inwood                                                                             |
| Juges de touche | Neil Howells , Leighton James                                                            |
| Lieu            | Taffs Well, Cardiff                                                                      |
| Date            | Samedi 17 mars 2007                                                                      |
| Pays de Galles  | 00–                                                                                      |
| Angleterre      | 4 essais : Waterman (2), Penrith, Andrew 2 transformations : Andrew 2 pénalités : Andrew |

- (en) Article et photos

Composition de l'équipe d'Angleterre :
Rochelle Clark, Amy Garnett, Katy Storie, Tamara Taylor, Jo McGilchrist, Georgia Stevens, Maggie Alphonsi, Catherine Spencer, Amy Turner, Karen Andrew, Sue Day, Rachel Burford, Claire Allan, Danielle Waterman, Charlotte Barras. 
Remplaçantes : Emma Layland, Vanessa Gray, Sarah Beale, Sarah Hunter, Katy McLean, Michaela Staniford, Amber Penrith.
Composition de l'équipe du pays de Galles :
Louise Horgan, Rhian Bowden, Jennifer Davies, Claire Donovan, Liza Burgess, Catrina Nicholas, Jamie Kift, Kylie Wilson, Melissa Berry, Rachel Poolman, Louise Rickard, Clare Flowers, Naomi Thomas, Non Evans, Elen Evans. 
Remplaçantes : Amy Broadstock, Gemma Hallett, Hannah Torangi, Nicola Evans, Amy Day, Rhian Williams, Hannah Szigetvari.
| Équipes         | France - Écosse                               |
| Score           | 18 - 1000(mt 0-10)                            |
| Arbitre         | Clare Daniels                                 |
| Juges de touche | Éric Gauzins , Philippe Graciet               |
| Lieu            | Stade du Bout du Clos, Maurepas               |
| Date            | Dimanche 18 mars 2007                         |
| France          | 2 essais : Boukerma, Horta pénalité : Sartini |
| Écosse          | 2 essais : Lucy Millard, Tanya Griffith       |

Composition de l'équipe de France :
Céline Allainmat, Alexandra Gayda, Christelle Le Duff, Dalila Boukerma, Marion Talayrach, Estelle Sartini , Julie Pujol, Claire Canal, Delphine Plantet, Maud Camatta, Sandra Rabier, Mélanie Gauffinet, Danièle Irazu, Laëtitia Salles, Gabrielle Mutis.
Remplaçantes : Audrey Noguera, Fanny Gelis, Rhamouni Baaziz, Myriam Loyez, Jennifer Troncy, Séverine Collombat, Fanny Horta.
Composition de l'équipe d'Écosse :
Lynsey Harley, Cara D'Silva, Lucy Millard, Erin Kerr , Veronica Fitzpatrick, Suzi Newton, Louise Dalgliesh, Donna Kennedy , Susie Brown, Lynne Reid, Lana Blyth, Jilly McCord, Beth Dickens, Gail Russell, Heather Lockhart.
Remplaçantes : Sarah-Louise Walker, Louise Moffat, Lindsay Wheeler, Louise Fraser, Rachael Nicolson, Tanya Griffith, Hazel Bielinski.